# Heliopatia
A heliopatia é qualquer distúrbio patológico causado pela luz solar.

## Origem da palavra
A palavra vem do grego hélios (sol) e Páthos (patia, que significa "tudo aquilo que afeta o corpo ou a alma" e tanto quer dizer dor, sofrimento, doença, como o estado da alma diante de circunstâncias exteriores capazes de produzir emoções agradáveis ou desagradáveis, paixões,etc).
Esse termo vem sendo muito pouco utilizado pois com os avanços médicos notamos a amplitude de patologias ocasionadas pela luz solar, desde insolação a lesões cutâneas (câncer de pele, queimaduras, envelhecimento acelerado, hiperpigmentação, etc.), a maioria ocausionada pela radiação solar, pelos raios UV, principalmente os raios UVA e UVB.